# Melitaea kuchi
Melitaea kuchi är en fjärilsart som beskrevs av Colin W. Wyatt 1961. Melitaea kuchi ingår i släktet Melitaea och familjen praktfjärilar. Inga underarter finns listade i Catalogue of Life.